# Neon Knights
Neon Knights, bivši progresivni metal bend iz Tuzle.

## Povijest
Osnovan je 1994. godine. 1995. nastupili su pred 5000 ljudi. Snimili su samo jedan album. Objavljen pod etiketom talijanske neovisne kuće "Estragon Records" u suradnji s Demonware Records iz Austrije. Nastupali su po BiH, Italiji, Francuskoj, Autriji Njemačkoj, Sloveniji, Hrvatskoj itd. Sastav su 1999. napustili Emir Hot i Mario Vilušić i prešli u Southern Storm, čime se Neon Knights raspao.

## Članovi
Članovi su bili:
- Edvard Bišof - vokal,
- Emir Hot - gitara,
- Elvedin Begović - gitara,
- Mario Vilušić - bass,
- Tarik Imamović - klavijature,
- Nenad Kerošević - bubnjevi

## Diskografija
Diskografija:
- Deserted Land, Estragon Records/Demonware Records, 1994.